# Raphaelle Peale
Raphaelle Peale (Annapolis, Maryland, 17 februari 1774 – Philadelphia, Pennsylvania, 4 maart 1825) was een Amerikaanse kunstschilder die zich specialiseerde in stillevens en trompe-l'oeil-schilderijen. 
Raphaelle Peale was de oudste van zes kinderen. Zijn vader, Charles Peale, noemde zijn zoon naar de 16de-eeuwse Italiaanse schilder Rafaël. Charles leerde al zijn (naar beroemde schilders vernoemde) kinderen, waaronder Rembrandt Peale, Rubens Peale en Titian Peale, de kunst van het schilderen. 
Peale had een wat droevige bedrukte stijl. Hij was alcoholist en leed aan vergiftiging door arseen en kwik, veroorzaakt door het werk als taxidermist in het museum van zijn vader.

## Werken (selectie)

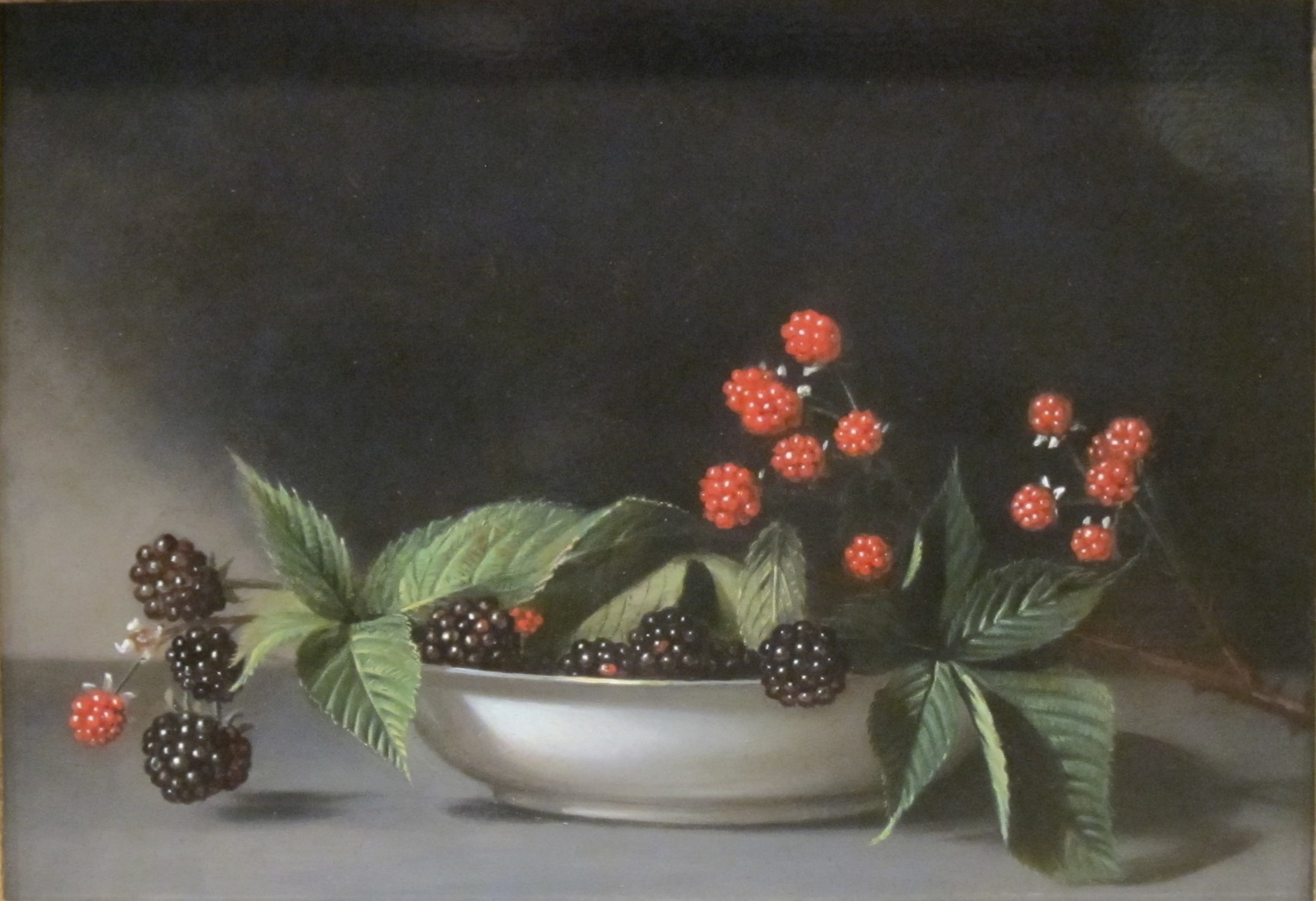
Stilleven met braambessen (1813)
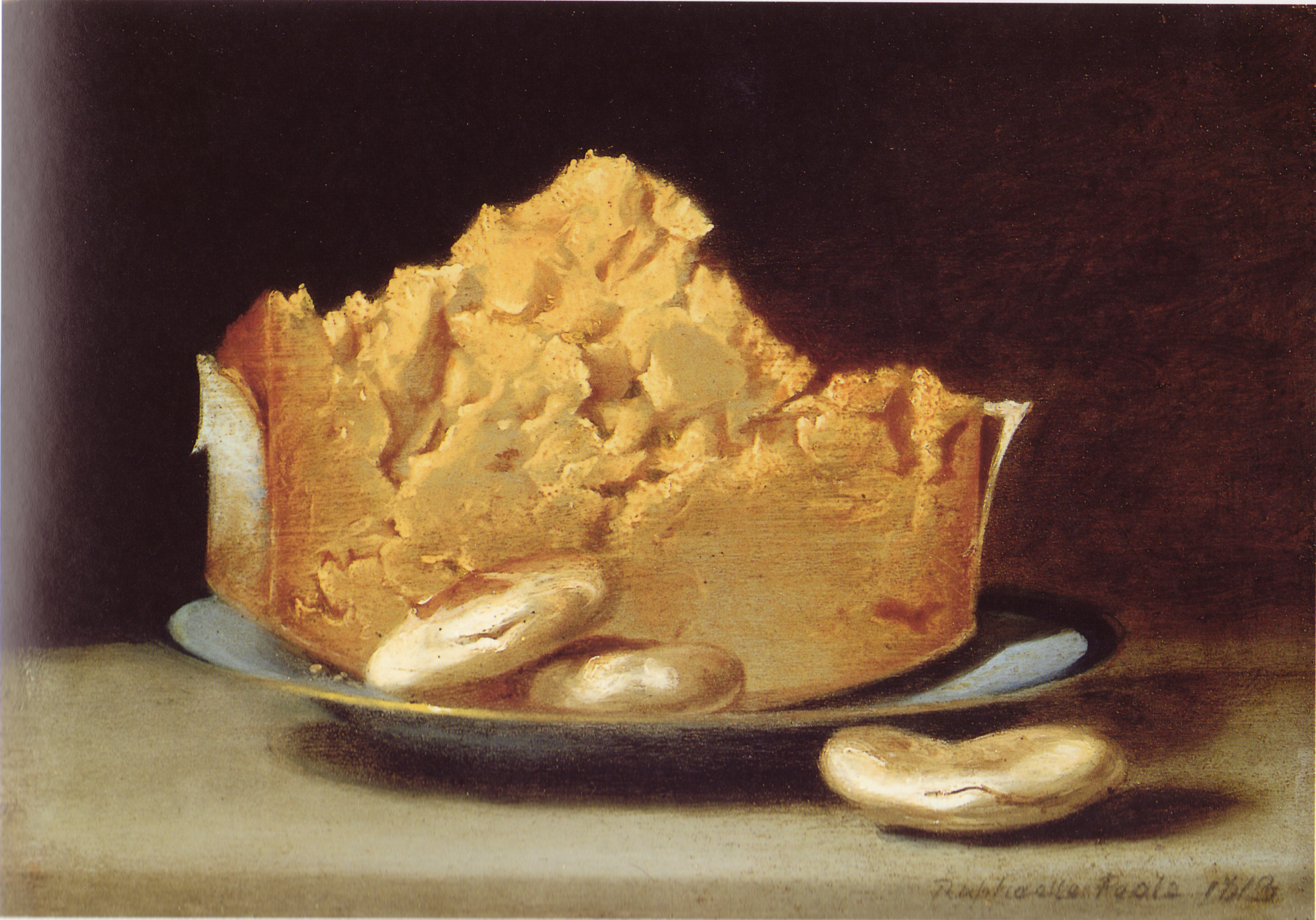
Kaas met drie crackers (1813)
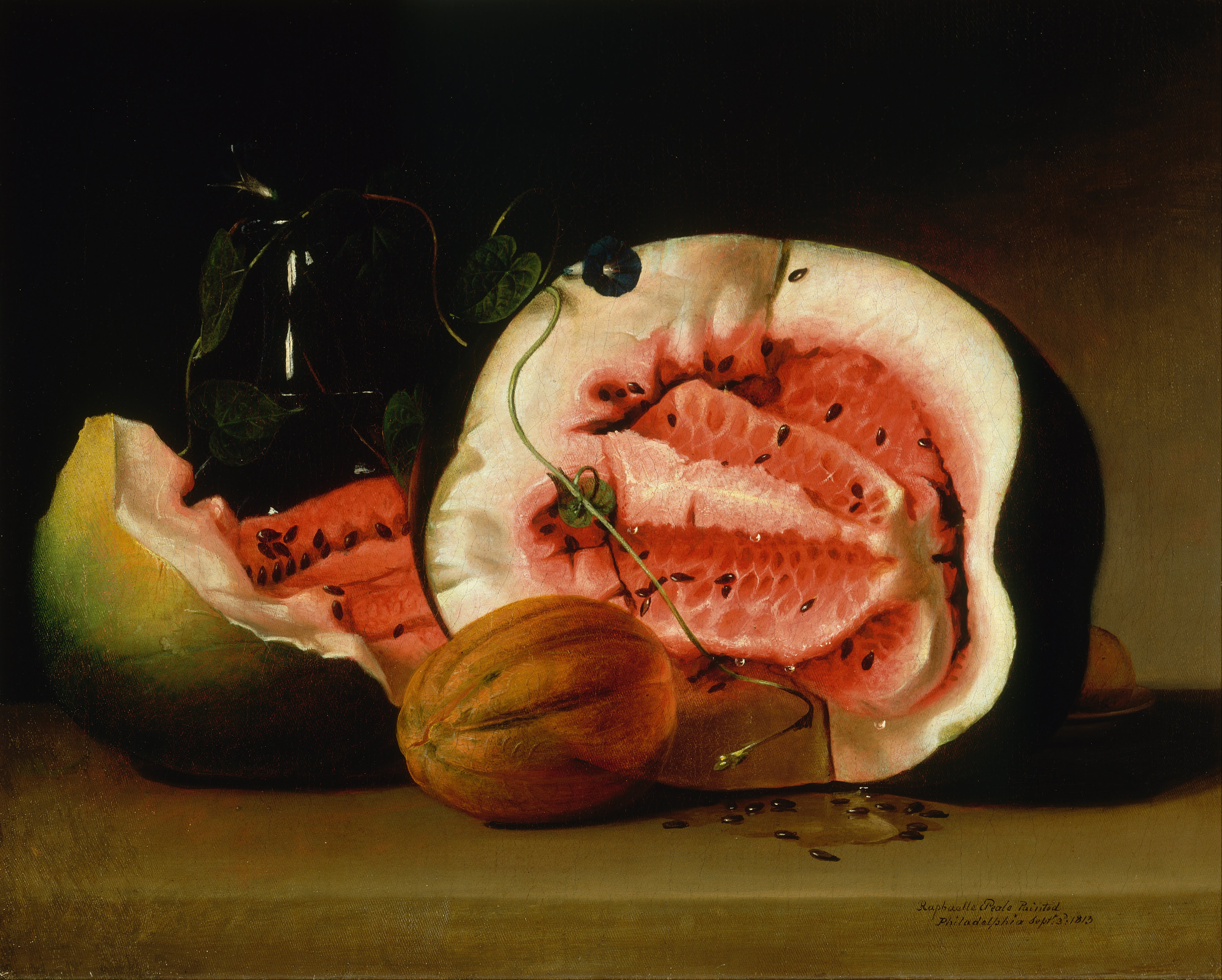
Stilleven met meloen (1813)
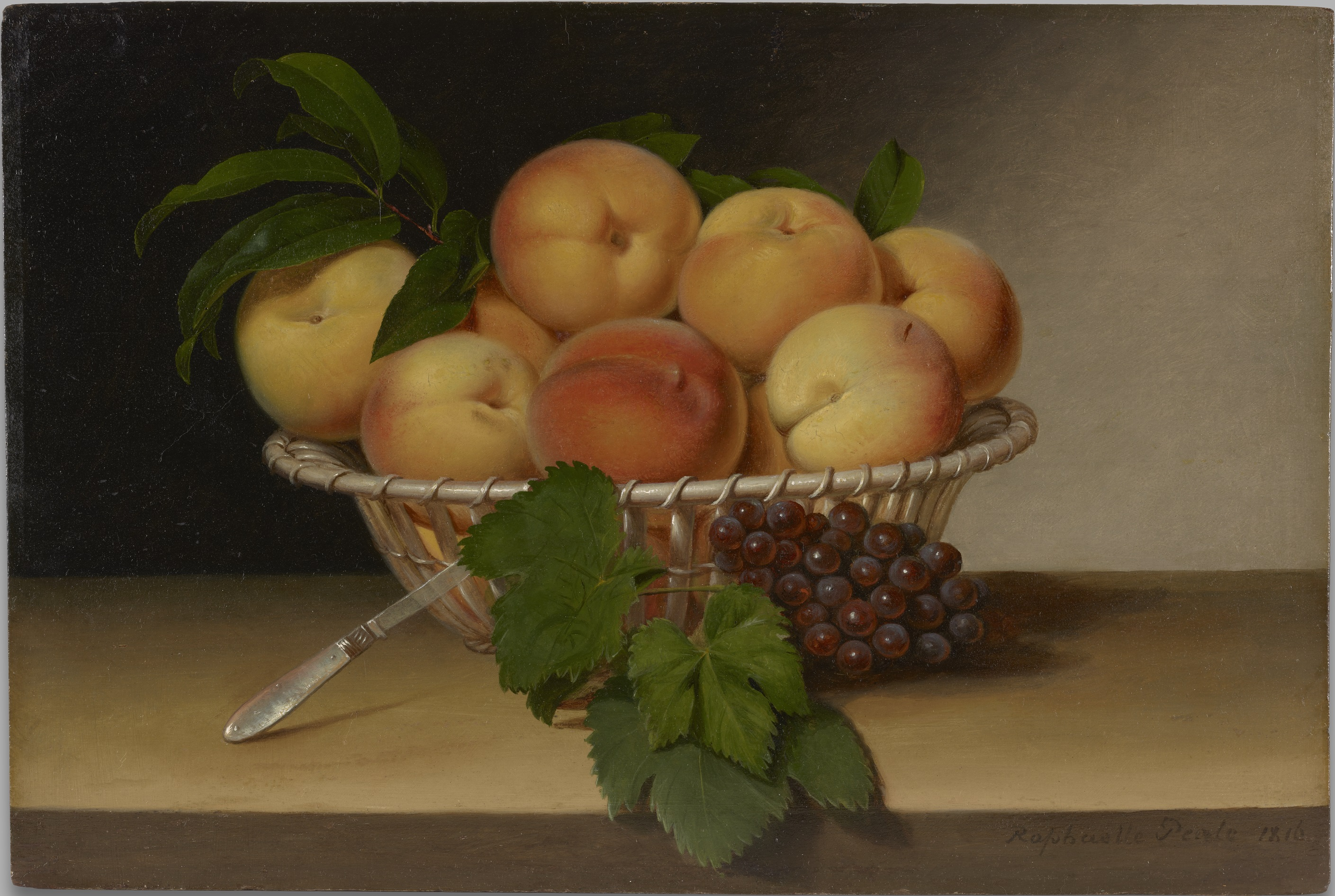
Mand met perziken (1816)
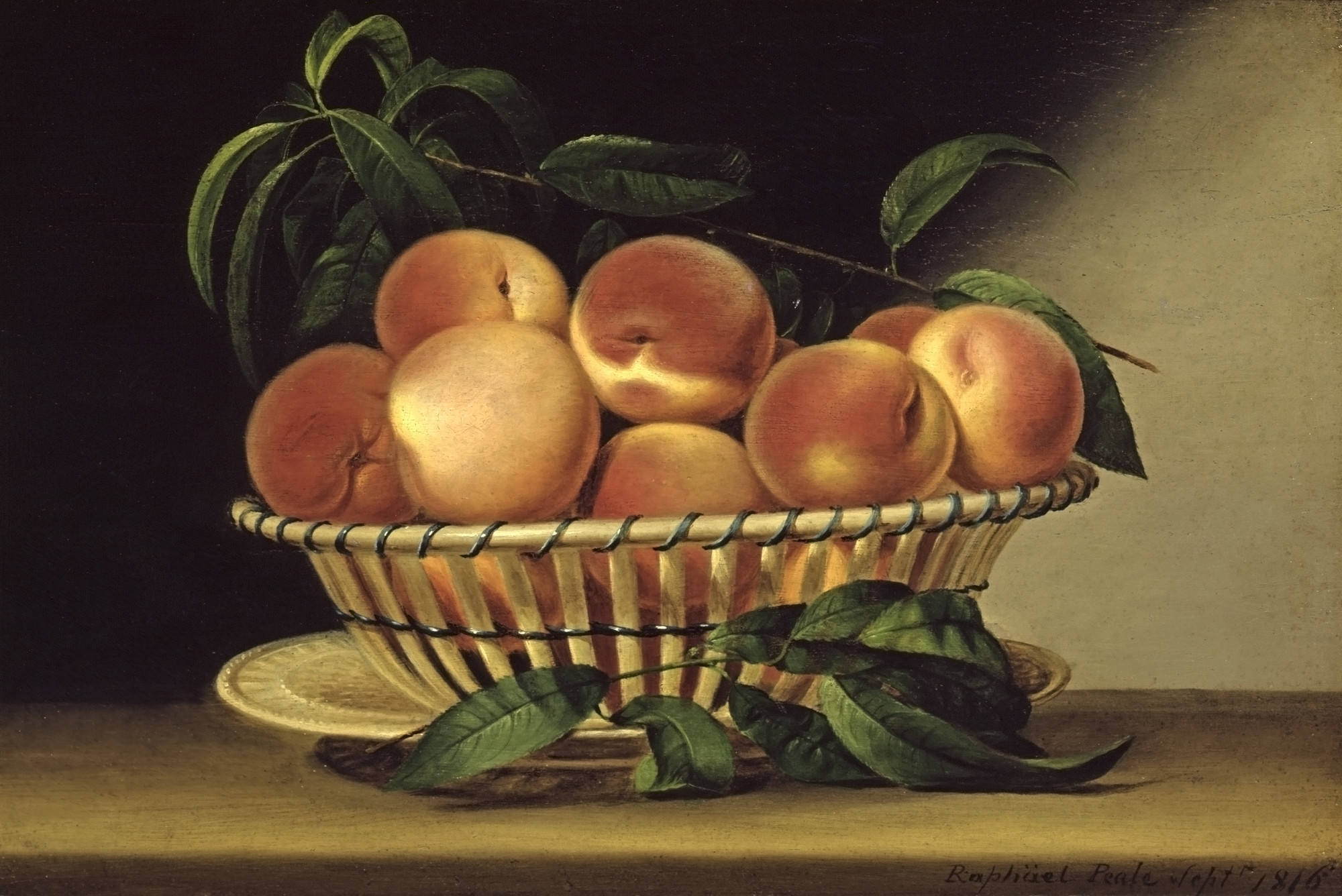
Schaal met perziken (1816)
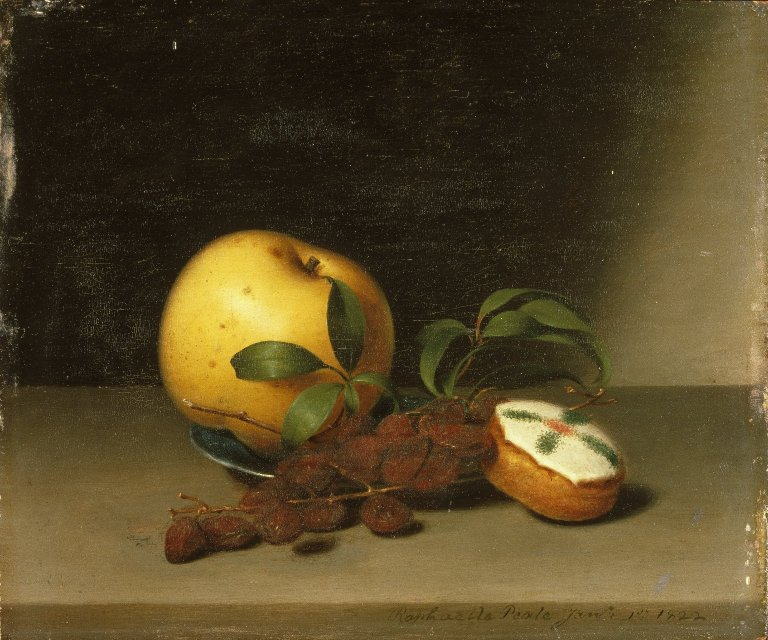
Stilleven met Cake (1816)
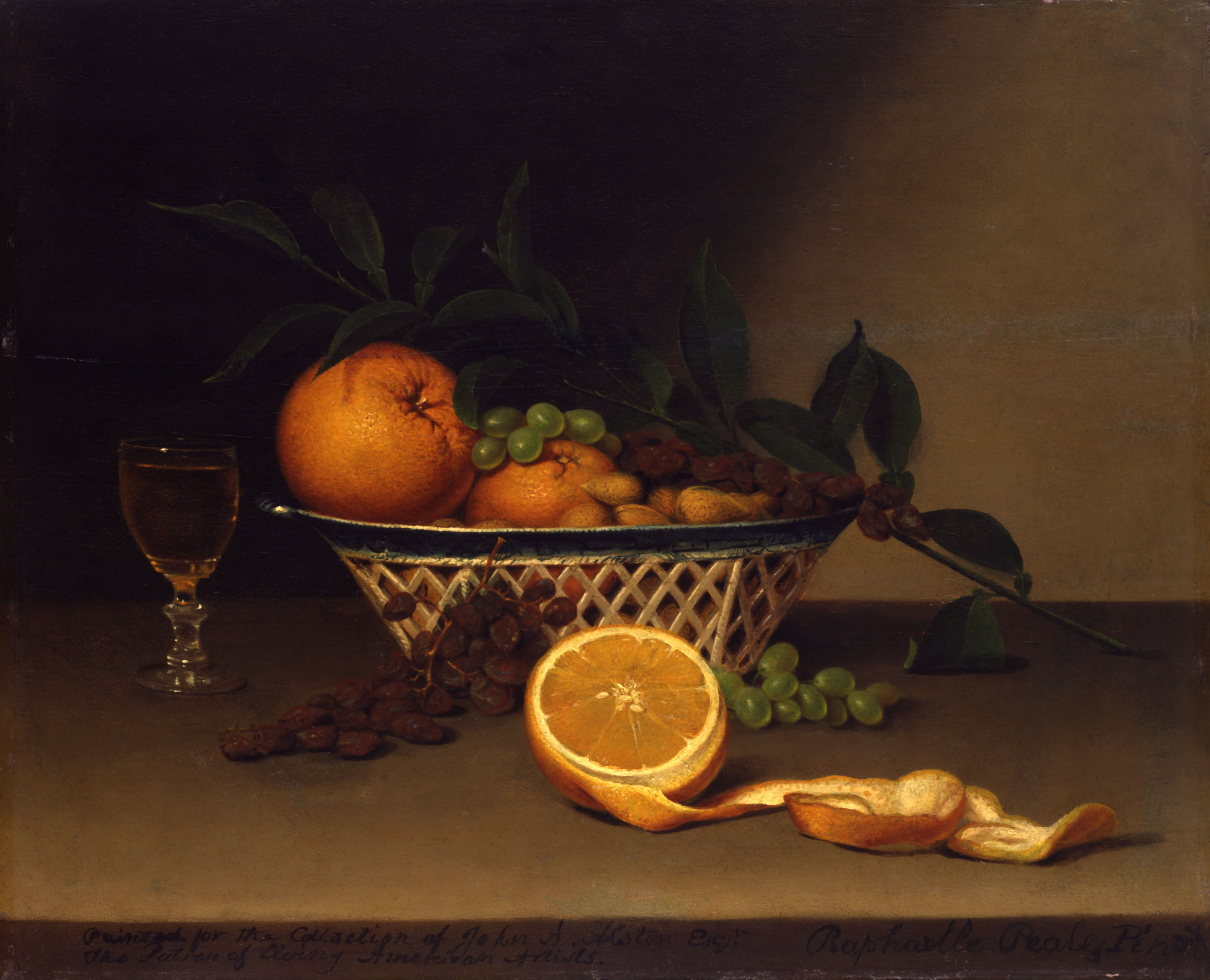
Stilleven met Sinaasappels (1818)
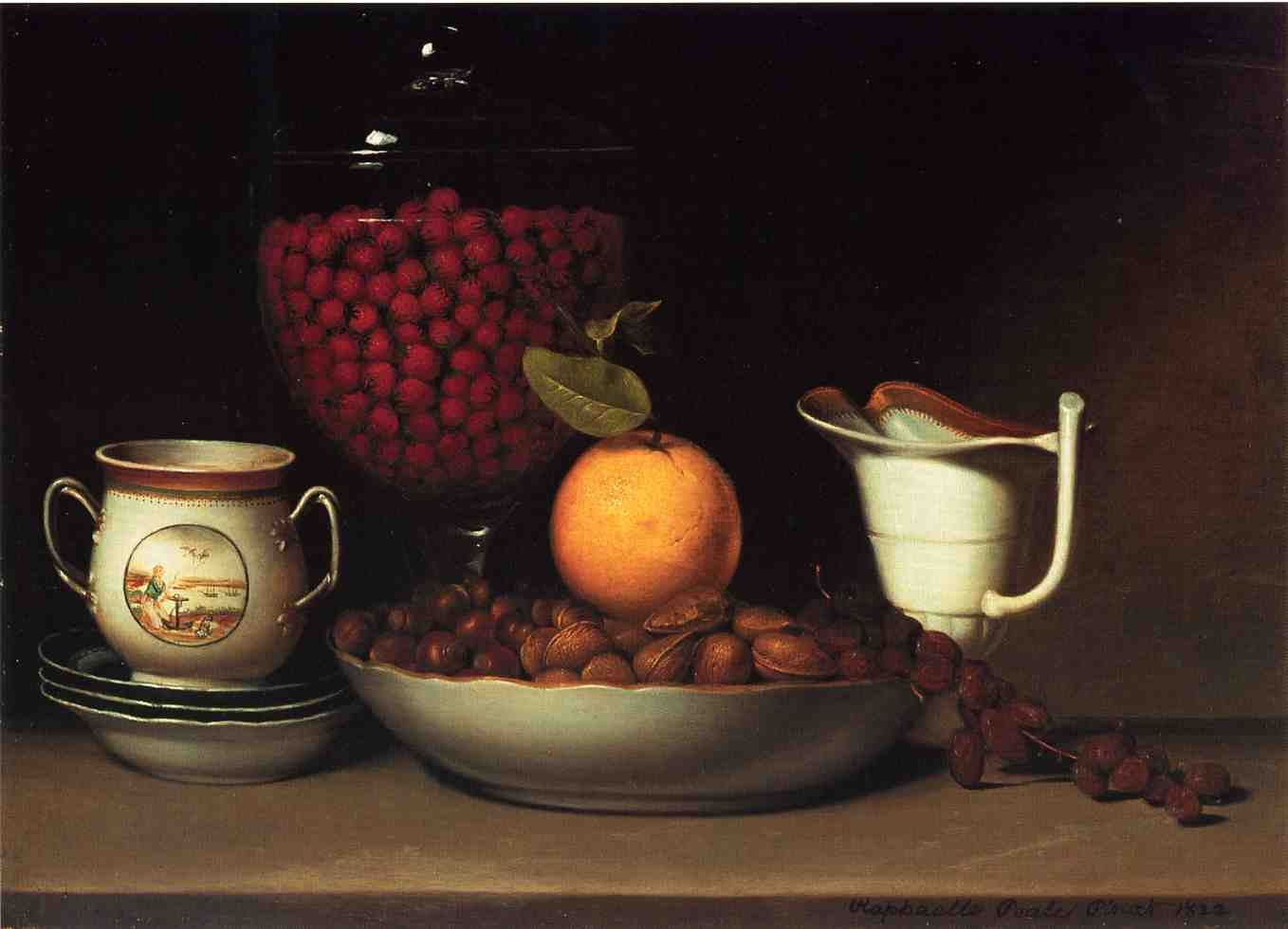
Aardbeien, noten en citrus (1822)
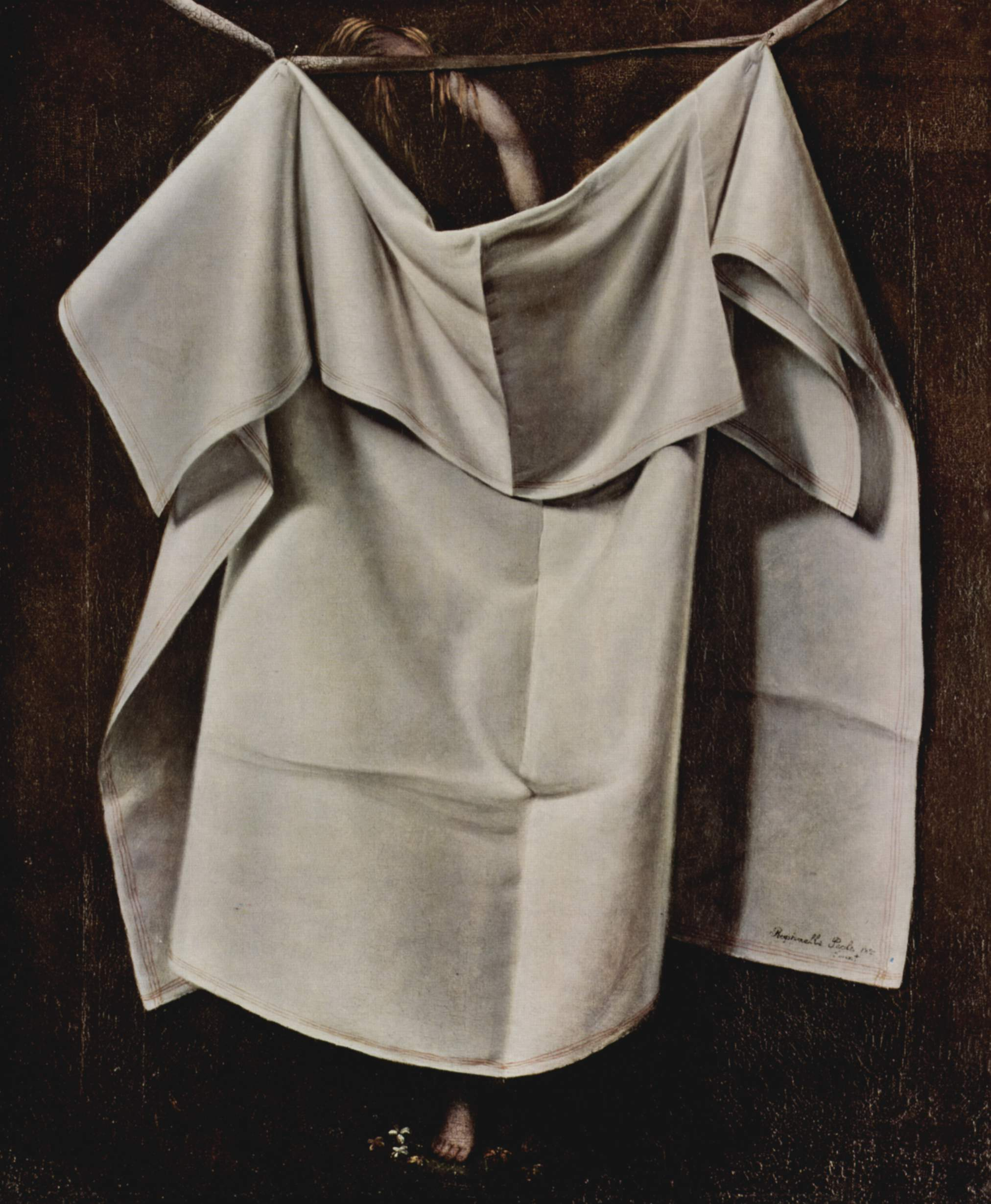
Venus rijst op uit de zee (1822)